# Tomáš z Cantimpré
Tomáš z Cantimpré (též Thomas Cantimpratensis či Cantipratensis, Thomas Brabantinus a Thomas van Bellenghem, okolo 1201 – 1270/1272) byl dominikánský teolog a spisovatel. Proslavil se především svou encyklopedií De natura rerum (O přírodě), pojednávající ve dvaceti knihách o živé i neživé přírodě.

## Život
Tomáš se narodil roku okolo roku 1201 v obci Sint-Pieters-Leeuw v dnešní Belgii do šlechtické rodiny de Monte. Základní vzdělání v sedmi svobodných uměních nabyl v Lutychu, roku 1217 vstoupil do řádu augustiniánů kanovníků v Cantimpré (dnešní Cambrai ve Francii) a někdy mezi léty 1230 a 1232 přestoupil do dominikánského kláštera v Lovani. Následně studoval pod vedením Alberta Velikého v Kolíně nad Rýnem, mezi léty 1237–1240 pak v Paříži. Po studiu působil jako kazatel ve Francii i Německu. Roku 1246 se stal podpřevorem kláštera v Lovani a zřejmě v něm také o přibližně čtvrtstoletí později zemřel.